# Enrique Tábara
Luis Enrique Tábara Serna (Naranjal, 21 de febrero de 1930-Buena Fe, 25 de enero de 2021) fue un maestro de la pintura ecuatoriana y representó en su conjunto la cultura hispana pictórica y artística.

## Biografía
Tábara se interesó en la pintura a la edad de tres años y dibujaba regularmente a la edad de seis años. En estos primeros años, Tábara fue alentado por su hermana y su madre. En 1946 ingresó a la Escuela de Bellas Artes de Guayaquil donde fue influenciado por el maestro alemán Hans Michelson quien infundió en él disciplina y capacidad de trabajo. Otra de sus influencias fue la del artista Martínez Serrano, quien consiguió inculcar en Tábara la importancia y disciplina de las formas. 
Enrique Tábara, sin embargo fue un creador que investigó y desmitificó la imagen en la que se refugió. Un maestro de la experimentación, que fue plenamente consciente de sus raíces y el proceso que siguió en sus últimos años, con abundantes obras que mostró a cambio.
Tábara, influenciado por el movimiento constructivista fundado alrededor de 1913 por el artista ruso Vladimir Tallin, hizo su paso en Europa y América Latina por medio del pintor uruguayo Joaquín Torres García y el pintor parisino ecuatoriano Manuel Rendón. Sintió además una enorme atracción por el informalismo español, orientándose hacia un constructivismo geométrico. Pero su obra aún dio otro giro hacia un tipo de pintura de caligrafías repetitivas, inspiradas en decoraciones precolombinas.

### Desarrollo de su carrera y vida en Barcelona

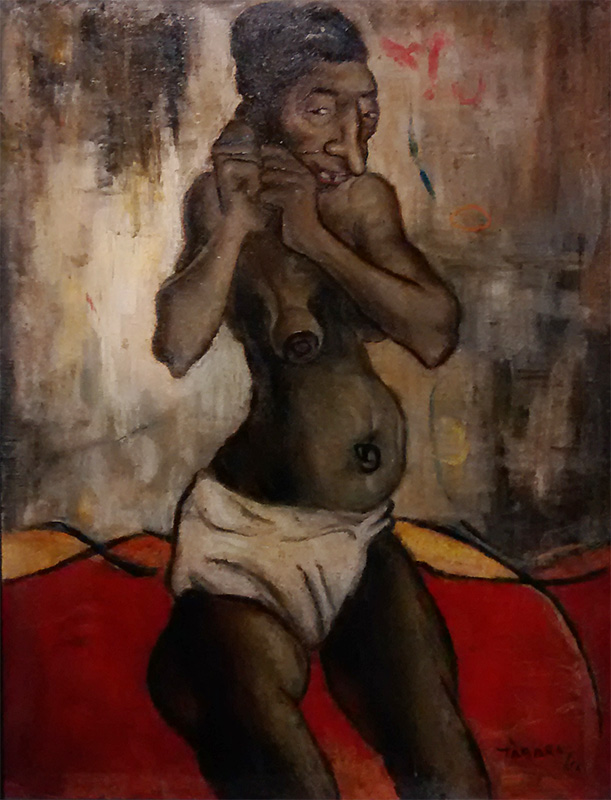
Guisa (1952)

Durante su paso por la Escuela de Bellas Artes de Guayaquil tuvo como mentores al artista alemán Hans Michelsen y al guayaquileño Luis Martínez Serrano. En 1951, Tábara terminó de dominar los fundamentos y abandonó la escuela de arte. Al inicio, las primeras obras de Tábara  representaban personajes grotescos, pueblos marginados de Guayaquil, prostitutas y algunos retratos. En 1953 evolucionando, empezó a pintar imágenes más abstractas.
En 1955, el gobierno ecuatoriano le ofreció una beca para estudiar en la Escuela Oficial de Bellas Artes de Barcelona lo que daría un giro a su carrera. La obra de Tábara fue acogida con gran éxito en España y Tábara entabló amistad con los surrealistas André Breton y Joan Miró. En 1959, la obra de Tábara había adquirido gran notoriedad internacional. André Breton pidió a Tábara que representara a España en la Exposición Homenaje al Surrealismo, entre las obras de Salvador Dalí, Joan Miró y Eugenio Granell. Miró elogió con entusiasmo la obra de Tábara y le regaló una obra original suya que Tábara atesora desde hace mucho tiempo.
Mientras vivía en Barcelona, empezó a trabajar con Antoni Tàpies, Antonio Saura, Manolo Millares, Modest Cuixart entre otros artistas informalistas españoles. Tàpies y Cuixart fueron miembros del primer movimiento de posguerra en España conocido como Dau-al-Set, fundado por el poeta catalán Joan Brossa. Tábara escribió varios artículos para su publicación homónima, Dau-al-Set. Este movimiento estaba relacionado con el surrealismo y el dadaísmo. Dau-al-Set se opuso tanto al Movimiento Formalista como a los centros de arte formal. El grupo se inspiró en las primeras obras de Max Ernst, Paul Klee y Joan Miró.
En 1963, Tábara representó a Ecuador junto con Humberto Moré y Theo Constanté en el Museo de Arte Moderno de París para la Tercera Bienal de París. En 1964 fue su primera exposición en Estados Unidos, en la Organización de Estados Americanos de Washington D. C. En 1964, la obra de Tábara se exponía en toda Latinoamérica, así como en grandes ciudades de Europa como Lausana, Milán, Grenchen, Viena, Lisboa, Múnich, Barcelona, Madrid, Washington, Nueva York y París.

### Serie pictórica "Pata patas"

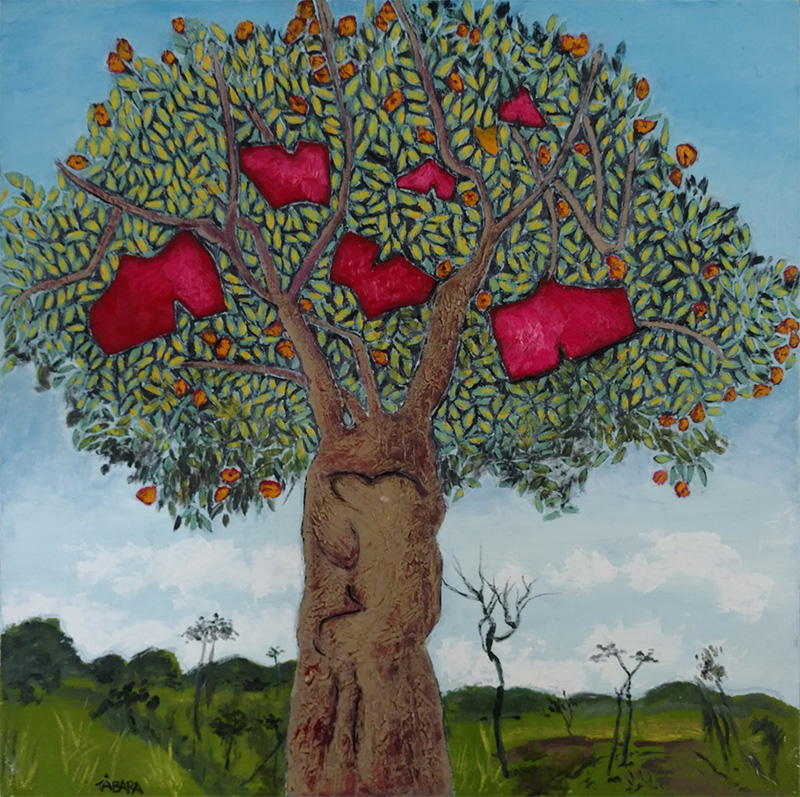
Árbol de carretera (2015)

Una de sus más reconocidas obras es la serie "Pata patas", que corresponden a cuadros que incorporan piernas, piernas con zapatos y pantalones con zapatos. Tábara cuenta la historia de que un día estaba dibujando una figura pero no le gustó, así que la rompió y los pies de la figura cayeron a sus pies, de ahí su destino. Algunos críticos han sugerido que el uso de los pies por parte de Tábara era posiblemente una sutil declaración en oposición al uso de las manos por parte de Guayasamín. En algunas de las obras Pata-patas de Tábara, las piernas son audaces puntos focales que destacan claramente. En otras, las piernas están más ocultas o parecen escondidas entre arbustos, huesos o formas abstractas. Fue de esta manera que un grupo de artistas ecuatorianos encabezados por Enrique tábara decide confrontar la estética oficial que se había impuesto a través del realismo social y que según Marta Traba, logran constituir un verdadero grupo con Villacís, Tábara, Viteri y Maldonado.
La serie empezó con un cuadro abstracto titulado Pata Pata que pintó en Nueva York en el año 1967. Al ver el éxito que tuvo decidió explorar aún más con la idea lo que dio origen a la serie homónima. El cuadro original muestra las piernas de una mujer y es una acuarela sobre cartulina que al inicio formaba parte de un retrato de cuerpo completo pero que ante la frustración rompió el intento, lo que separó las piernas del resto del cuerpo, originando así la idea inicial del cuadro.

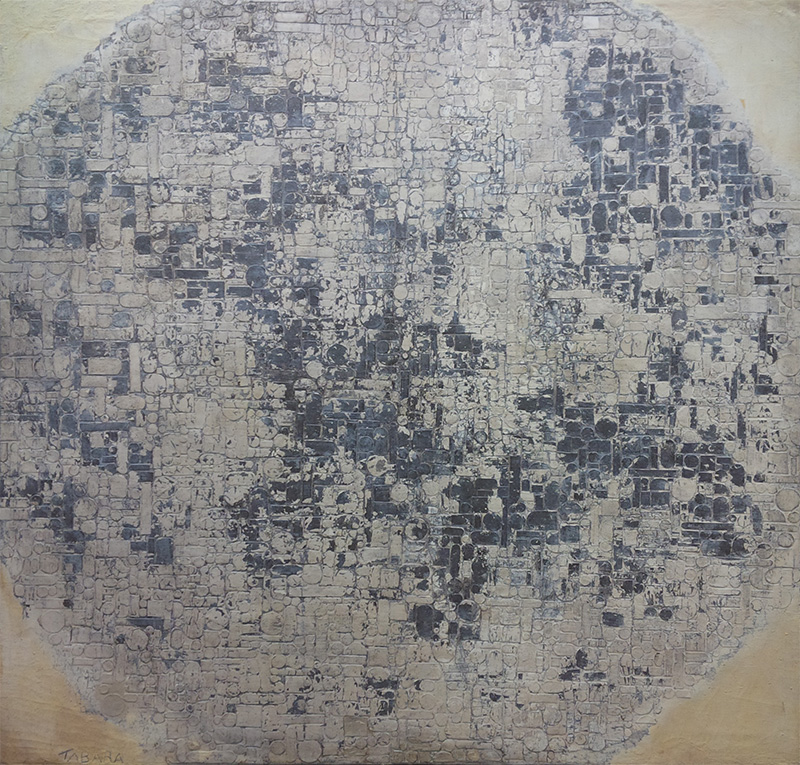
Bolivia (1967)

Después de vivir y pintar en Europa durante casi una década, Tábara sintió que no se estaba haciendo lo suficiente en nombre del arte moderno latinoamericano, por lo que en 1964 regresó a Ecuador en busca de una nueva estética. Ahí se reencontraría con sus raíces a través de la corriente latinoamericana del "Ancestralismo", que encuentra inspiración en las culturas prehispánicas que habitaron el continente. Poco después de regresar a Ecuador, Tábara y Villacís fundaron el grupo de arte informalista VAN (Vanguardia Artística Nacional), que se oponía al Movimiento de Arte Indígena. VAN tenía un doble significado, por el término vanguardista Vanguardia y por la expresión española "se van". En otras palabras, los artistas se alejaban de la estética liderada por Guayasamín y del movimiento de arte indígena que habían dominado la escena artística de Ecuador durante décadas. VAN se oponía firmemente a las ideas políticas comunistas que suscribían los pintores indigenistas y buscaba constantemente nuevos caminos artísticos sin perder nunca la conexión con sus raíces precolombinas.
Tábara era un artista en constante e infinita búsqueda. Le gustaba experimentar y vivir "aventuras pictóricas". Creía que en el arte hay que plantearse problemas difíciles y resolverlos en el lienzo. Hoy en día, está considerado uno de los artistas más importantes del siglo pasado y ha sido alabado como tesoro nacional en Ecuador. En 1988, Tábara recibió el Premio Eugenio Espejo, el galardón nacional de arte, literatura y cultura más prestigioso del país, concedido por el presidente de Ecuador. Tábara siguió pintando con espíritu vigoroso en su ciudad natal de Guayaquil, Ecuador. Barcelona se considera el hogar lejos del hogar de Tábara. En su última etapa su obra se centró en obras minimalistas, geométricas con reminiscencia a su estilo histórico. En sus últimos años fomentó la creación de un museo de la Fundación Tábara con temática precolombina.
Falleció por causas naturales a la edad de 90 años, el 25 de enero de 2021 en su hacienda ubicada en el Recinto Cuatro Mangas, en las afueras de Quevedo en Ecuador.

## Exposiciones individuales

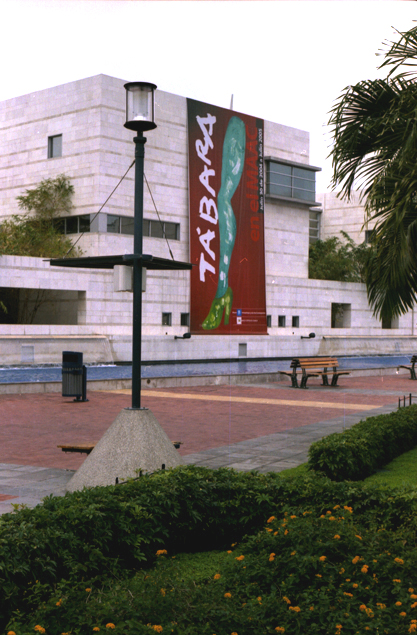
Exposición de Tábara en el MAAC, 2005

Tábara tuvo una carrera extensa y prolífica que abarca más de medio siglo. La lista de sus exposiciones es la siguiente:
- 1952: Exposición Casa de la Cultura Núcleo del Guayas, Guayaquil, Ecuador.
- 1953: Exposición Casa de la Cultura Núcleo del Guayas, Guayaquil, Ecuador.
- 1954: Segunda Exposición individual Casa de la Cultura Núcleo del Guayas, Guayaquil, Ecuador.
- 1955: Tercera Bienal Hispanoamericana, Barcelona, España.
- 1956: Museo Municipal de Mataró, Mataró, España; Museo de Granollers, Barcelona, España; Ayuntamiento de Sarria, Barcelona, España.
- 1957: Galerías Layetanas, Barcelona, España.
- 1958: Ateneo Barcelonés, Barcelona, España; Sala Gaspar Club 49, Barcelona, España.
- 1959: Sala Neblí, Madrid, España; Galería Kasper, Lausana, Suiza.
- 1960: Mural exterior Banco Popular Español, Madrid, España.
- 1961: Museo de Arte Contemporáneo, Barcelona, España; Galería Kasper, Lausana, Suiza; Galería Hilt, Basilea, Suiza; Restaurant Galería La Perette, Milán, Italia.
- 1962: Galería Falazik, Bochum, Alemania; Nueva Galería Kunstlerhaus, Múnich, Alemania; Galería Rottoff, Karlsruhe, Alemania; Galería Brechbuhl, Grenchen, Suiza.
- 1963: Galería Naviglio, Milán, Italia; Diario de Noticias, Lisboa, Portugal; Ateneo de Madrid, Madrid, España; Galería René Metrás, Barcelona, España; Galería Emmy Widman, Bremen, Alemania; Instituto de Cultura Hispánica, Barcelona, España; Galería Malelline, Viena, Austria.
- 1964: Galería René Metrás, Barcelona, España; Pan American Unión, Washington D. C., Estados Unidos.
- 1965: Museo de Arte Moderno, Bogotá, Colombia; Centro Ecuatoriano Norteamericano, Quito, Ecuador; Galería siglo XX, Quito, Ecuador.
- 1966: Museo de Río Piedras, San Juan, Puerto Rico.
- 1967: Universidad de Mayagues, San Juan (Puerto Rico); Casa de la Cultura Núcleo del Guayas, Guayaquil, Ecuador.
- 1968: Galería Contémpora, Guayaquil, Ecuador; Galería Marta Traba, Bogotá, Colombia.
- 1969: Galería Contémpora, Guayaquil, Ecuador.
- 1970: Galería Altamira, Quito, Ecuador.
- 1971: Museo Municipal, Guayaquil, Ecuador.
- 1972: Galería Altamira, Quito, Ecuador; Alianza Francesa, Guayaquil, Ecuador.
- 1973: Alianza Francesa, Quito, Ecuador; Casa de la Cultura Núcleo del Azuay, Cuenca, Ecuador; Colegio de Bellas Artes, Guayaquil, Ecuador.
- 1974: Galería Altamira, Quito, Ecuador.
- 1975: Galería siglo XX, Quito, Ecuador.
- 1976: Galería Buchholz, Bogotá, Colombia; Casa de la Cultura Núcleo del Guayas, Guayaquil, Ecuador; Centro Ecuatoriano Norteamericano, Guayaquil, Ecuador.
- 1977: Museo del Banco Central, Quito, Ecuador.
- 1979: Museo Municipal, Guayaquil, Ecuador; Pasaje Arosemena, Guayaquil, Ecuador.
- 1980: Galería Madeleine Hollaender, Guayaquil, Ecuador.
- 1981: La Galería, Quito, Ecuador.
- 1982: Casa de las Américas, La Habana, Cuba.
- 1984: Galería Madeleine Hollaender, Guayaquil, Ecuador .
- 1985: Galería Sosa Larrea, Quito, Ecuador; Museo Omar Rayo, Roldanillo, Colombia; Galería Perspectiva, Guayaquil, Ecuador.
- 1986: Municipalidad de Machala, Machala, Ecuador; Galerías Asociadas Sosa Nesle, Quito, Ecuador; Galería Madeleine Hollaender, Guayaquil, Ecuador.
- 1987: La Galería, Quito, Ecuador; Condominio Simón Bolívar, Quevedo, Ecuador.
- 1988: Museo Rufino Tamayo, México DF, México.
- 1989: Centro de Arte de la Sociedad Femenina de Cultura, Guayaquil, Ecuador; Galería Manzana Verde, Guayaquil, Ecuador.
- 1990: Galería Expresiones, Guayaquil, Ecuador.
- 1991: Municipalidad de Miraflores, Lima, Perú; Seguros La Unión, Guayaquil, Ecuador.
- 1992: Galería Cucalón, Caracas, Venezuela.
- 1994: Elite Fine Arts Gallery, Miami, Estados Unidos; Galería Todo Arte, Guayaquil, Ecuador.
- 1997: Museo de Arte Contemporáneo, Panamá, Panamá; Museo Municipal de Arte Moderno, Cuenca, Ecuador; Museo Nacional de Bellas Artes, Santiago, Chile.
- 1998: Centro Cultural Jorge Fernández, Quito, Ecuador; La Galería, Quito, Ecuador; Museo del Banco Central, Guayaquil, Ecuador.
- 1999: Museo del Niño, San José, Costa Rica; Casona Universitaria, Guayaquil, Ecuador; Museo de Arte Moderno, Cuenca, Ecuador; Galería Homonimus, Panamá, Panamá; Casa de la Cultura Benjamín Carrión, Quito, Ecuador.
- 2001: Salones del Ministerio de Relaciones Exteriores, Quito, Ecuador.
- 2000: Sala Marta Traba, Sao Paulo, Brasil.
- 2002: Galería Guayaquil, Guayaquil, Ecuador.
- 2003: Galería Mirador, Guayaquil, Ecuador; Galería Todo Arte, Guayaquil, Ecuador; Museo Pedro de Osma, Lima, Perú; Embajada del Ecuador, La Paz, Bolivia.
- 2004: Museo Antropológico y de Arte Contemporáneo, Guayaquil, Ecuador.
- 2005:: Galería Larrazabal, Cuenca, Ecuador; Sociedad Femenina de Cultura, Guayaquil, Ecuador.
- 2006: Sala Autoral, Cuenca, Ecuador; Museo del Banco Central, Quito, Ecuador; Museo Nacional, Quito, Ecuador.

## Reconocimientos
- En el 2017, recibió la condecoración Doctora Matilde Hidalgo de Prócel de la Asamblea Nacional.[9]
- En 1960, ganó el II Premio Internacional de Pintura Abstracta, en Suiza.
- En 1967, obtuvo el I Premio en el Salón de Julio.
- En 1988 recibió el Premio Nacional Eugenio Espejo.